# Уильям Мюррей из Таллибардина
Уильям Мюррей из Таллибардина (англ. William Murray of Tullibardine; ? — 16 марта 1583) — шотландский придворный и лидер клана Мюррей.

## Биография
Уильям Мюррей был сыном Уильяма Мюррея из Таллибардина (? — 1562) и Кэтрин Кэмпбелл, дочери сэра Дункана Кэмпбелла из Гленорчи (? — 1513) и Маргарет Монкриф.
Когда лорд Дарнли был назначен лордом Ардманоха и графом Росса в замке Стерлинг 15 мая 1565 года, Уильям Мюррей был одним из 15 человек, которые были сделаны рыцарями .
Мария Стюарт, королева Шотландии, посетила его в Таллибардине 16 ноября 1562 года и 31 декабря 1566 года.
Его брат Джеймс Мюррей предложил сразиться с графом Ботвеллом в мае 1567 года, чтобы доказать убийство лорда Дарнли боем.
9 августа 1567 года английский посол в Эдинбурге Николас Трокмортон беседовал с ним, пытаясь выяснить политику своего шурина, графа Мара, и намерения шотландских лордов в отношении свергнутой и заключенной в тюрьму Марии Стюарт, королевы Шотландии. Таллибардин рассуждал о том, каким расходным материалом она может послужить делу семьи Гамильтонов.
Позже в том же месяце Уильям Мюррей и Уильям Кирколди из Грейнджа сели на корабли и преследовали Джеймса Хепберна, 4-го графа Ботвелла, до Шетландских островов, но граф смог оторваться от погони. Некоторое время Уильям Мюррей из Таллибардина продолжал преследование. Некоторые корабли прибыли из Данди, в том числе «Джеймс», «Примроуз» и «Роберт».
В то же время его брат Джеймс Мюррей был сделан «таможенником» Эдинбурга, вместо Джеймса Керла, собиравшим налоги с купцов, причитавшихся короне. Уильям Мюррей из Таллибардина был вовлечен, попросив Джеймса Керла вернуть незаконно конфискованную английскую ткань.
Сестрой Мюррея была влиятельной Аннабелл Мюррей, графиней Мар (1536—1603), которая была хранительницей молодого короля Шотландии Якова VI в замке Стерлинг. Был рассказ, продвигаемый секретарем Марии, королевы Шотландии, Джоном Лесли, о том, что король нашел «завещание Ботвелла» в бумагах Таллибардина в 1577 году и был рад услышать историю, которая показала, что его мать невиновна.
В марте 1579 года в качестве контролера королевского двора Уильям Мюррей сообщил Тайному совету, что он заказал и сделал провозглашение, разрешающее Джерому Боуи «посещение, дегустацию и приобретение вин для дома его величества по разумным ценам». Несколько торговцев не выполнили требования. Провост Эдинбурга Арчибальд Стюарт и другие приехали аргументировать дело торговцев, но Тайный совет не был впечатлен и установил цены на вина, продаваемые Боуи.
24 апреля 1579 года граф Атолл умер вскоре после банкета в замке Стерлинг. Его жена Маргарет Флеминг (которая была замужем за зятем Мюррея, Томасом Эрскином, мастером Эрскина) также была нездорова. Пошел слух, что их отравили. Агнес Грэм, жена Уильяма Мюррея из Таллибардина, написала Аннабелл Мюррей, заверив её, что жалобы графини Атолл на нее являются «сфальсифицированной ложью».
Уильям Мюррей из Таллибардина был контролером Шотландии. Он оставил эту должность в 1580 году, и король Яков VI передал её его сыну Джону.
Уильям Мюррей из Таллибардина скончался в 1583 году.

## Семья
Уильям Мюррей женился на Агнес Грэм, дочери Уильяма Грэма, 2-го графа Монтроза (1492—1571), и Джанет Кейт. У супругов были следующие дети:
- Джон Мюррей, 1-й граф Таллибардин (ок. 1550—1613)
- Капитан Джордж Мюррей, который был с Яковом VI в Дании[13].

Сестра Агнес Грэм, Джанет Грэм (? — 1547), вышла замуж за его двоюродного брата, сэра Эндрю Мюррея из Балвэрда и Арнгаска (? — 1572/1573).
Джон Мюррей из Пардевиса был братом Уильяма Мюррея из Таллибардина.